# Dhún na nGall
Okrug Dhún na nGall (irski: Contae Dhún na nGall), najveći je okrug u irskoj provinciji Ulaidhu i četvrti je najveći u cijeloj Irskoj. Njezino ime potječe od istoimenoga grada.  Jedinstvena je u Republici Irskoj, pošto graniči samo s još jednom irskom općinom – Liatroma. Većinu svoje kopnene granice dijeli sa sjevenoirskim grofovijama Londonderry, Tyrone i Fermanagh. Izrazita izolacija stanovništva dovela je do činjenice da se svakodnevno njeguju oni običaji koji polako odumiru u ostalim dijelovima Irske. O tome svjedoči i njihov marketinški slogan: Ovdje (gore) je drugačije. Motto Dhún na nGalla glasi: Mutuam habeatis caritatem. Engleski naziv je Donegal.

## Geografija
Dhún na nGall je službeno podijeljena u osam povijesnih barunija:
1. Báinigh
2. Baollaigh
3. Inis Eoghain Thoir
4. Inis Eoghain Thiar
5. Cill Mhic Néanáin
6. Ráth Bhoth Thuaidh
7. Ráth Bhoth Theas
8. Tir Aodha,

dok se neslužbeno dijeli u mnogobrojna tradicinalna područja: na zapadu su dva Gaeltacht područja (dijelovi Irske gdje je dominantan irski jezik) – Na Rosa sa središtem An Clochán Liath, te Gaoth Dobhair. Još jedno Gaeltacht područje je smješteno na sjeverozapadu – Cloich Chionnola sa sjedištem u An Fál Carrachu. 
Na najsjevernijem dijelu smještena su tri poluotoka izvanredne prirodne ljepote: Inis Eoghain, Fánaid i Ros Goill.  

## Demografija
Prema popisu stanovništva iz 1841. godine, Dhún na nGall je imao 296 000 stanovnika. Zbog sve veće krize i neimaštine (koja je svoj vrhunac doživjela krajem 1840-ih) stanovništvo se odlučuje na iseljavanje, tako da je 1851. godine zabilježeno samo 41 000 stanovnika. Broj se je još znatnije smanjio do sljedećega popisa – 1861. godine zabilježeno je 18 000 stanovnika. U novijoj povijesti, popisom stanovništa iz 1951. godine utvrđeno je kako u Dhún na nGallu živi 44% ljudi od broja stanovnika iz 1841. godine – 130 240 stanovnika. Prema najnovijem popisu iz 2011. godine utvrđeno je 160 927 stanovnika.

## Prirodne znamenitosti
Dhún na nGall je izrazito planinsko područje, a naistaknutija su dva planinska lanca – Cnoic Dhoire Bheatha na sjeveru i Cruacha Gorma na jugu s najvišim vrhom An Earagail (751 metar). Klisure Sliabh Liag su šeste najviše morske klisure u Europi, a Cionn Mhálanna je najsjevernija točka otoka Irska. Dva su stalno naseljena otoka – Árainn Mhór i Toraigh. Kroz Dhún na nGall teče i druga najduža irska rijeka Abhainn na hÉirne, koja pokreće lokalnu hidrocentralu. Rijeka an Feabhal je prirodna granica sa Sjevernom Irskom, točnije sjevernoirskim grofovijama Londonderry i Tyrone. 

## Klima
Klima je pod utjecajem Golfske struje s toplim, ugodnim ljetima i umjerenim zimama.  

## Povijest
U mnogobrojnim prilikama tokom svoga postojanja općina Dhún na nGall je bila poznata pod imenom Thír Chonaill.  Najpoznatija je po činjenici da je dom nekada jakoga klana Dálaigh, čiji je najpoznatiji ogranak bio klan Ó Domhnaill (O'Donnell) koji su vladali od ranoga 13. stoljeća pa sve po početka 17. stoljeća. U provinciji Ulster jedino je klan Oi Néill u današnjoj Sjevernoj Irskoj bio moćniji. Glava obitelji Ó Domhnaill nosila je titulu An Ó Domhnaill (O'Donnell) i Rí Thír Chonaill (Kralj Thír Chonailla), a tradicionalno su inagurirane u Doon Rocku pokraj sela Cill Mhic Réanáin. Sjedište klana je bio Caisléan Dhún na nGall (dvorac u centru današnjega grada Dún na nGalla).
Događaji ranih 20-ih godina 20. stoljeća i početak odcjepljenja Irske od Velike Britanije izravno su utjecali na Dhún na nGall. Čin odcjepljenja je, ekonomski i administrativno,  odvojio Dhún na nGall od Londonderryja, veoma važnoga transportnoga prostaništa i financijskoga središta. Londonderry je zajedno sa Zapadnim Tyronom ujedinjen u novonastalu jurisdikciju – Sjeverna Irska, dok se je Dhún na nGall našao u dominionu Irska Slobodna Država koja je postupno odcjepljenje od zemalja Commonwealtha postigla u travnju 1949. godine pod nazivom Republika Irska.

## Irski jezik
Većina Dhún na nGalla se smatra okosnicom irske kulture i jezika. Gaoth Dobhair je najveća irska župa u kojoj se aktivno koristi irski jezik, a sve škole i vjerske ustanove se koriste u svome radu irskim jezikom. Dijelekt irskoga jezika koji se koristi naziva se Ulsterski irski.

## Transport
Iako su u prošlosti postojale mnogobrojne željezničke linije koje su ispresjecale Dhún na nGall, do 1960. godine su sve pruge i željeznički projekti napuštene. Najbliža željeznička postaja je Waterside u Londonderryju. Danas se stanovništvo najviše služi zraćnom lukom – Aerfort Dhún na nGall u Na Rosai. 

## Poznati ljudi porijeklom iz Dhún na nGalla
- Adomnán – gvardijan Ione od 679-704
- Cathal Ó Searcaigh – moderni pjesnik
- Clannad – folk grupa
- Columba – kršćanski misionar
- Concobhar Ó Duibheabbaigh – irski rimokatolički biskup
- Eithne Ní Bhraonáin – glazbenica
- Packie Bonner – golman
- Rory Gallagher – glazbenik
- Séamus Ó Grianna  - pisac
- Séamus „Shay“ Given – golman
- John Kells Ingram – pjesnik
- Seán McGinley - glumac

## Galerija slika
- Klisura Sliabh Liag
- Caisléan Dhún na nGall - sjedište klana Ó Domhnaill
- Dolmen Kilclooney procjenjene starosti 4 000 godina
- Plaža Bun Dobhráina - idealna za surfanje
- Inis Eoghain